# Ejido Hidalgo
Ejido Hidalgo är en ort i Mexiko.   Den ligger i kommunen Loreto och delstaten Zacatecas, i den centrala delen av landet, 400 km nordväst om huvudstaden Mexico City. Ejido Hidalgo ligger 2 023 meter över havet och antalet invånare är 1 255.
Terrängen runt Ejido Hidalgo är platt åt nordost, men åt sydväst är den kuperad. Runt Ejido Hidalgo är det ganska tätbefolkat, med 80 invånare per kvadratkilometer. Närmaste större samhälle är Loreto, 6,0 km sydost om Ejido Hidalgo. Trakten runt Ejido Hidalgo består till största delen av jordbruksmark.